# Batman: Earth One
Batman: Earth One (no Brasil: Batman: Terra Um) é uma graphic novel estadunidense lançada em 4 de julho de 2012, escrita por Geoff Johns e com arte de Gary Frank, o enredo reconta a origem de Batman. É parte do selo DC: Earth One, linha de graphic novels com a proposta de recontar as histórias dos heróis sem as amarras cronológicas do universo DC estabelecido. A dupla de autores retorna no volume dois, lançado em maio de 2015.

## História da publicação
Batman: Earth One é a segunda graphic novel anunciada pela DC Comics como pertencente ao selo DC: Earth One estabelecido em 2009. A primeira, Superman: Earth One, foi lançada em 2010.

## Sinopse
Bruce Wayne é um menino de oito anos de idade, filho do milionário e candidato a prefeito de Gotham City Dr. Thomas Wayne, e Martha Arkham-Wayne. Após receber ameaças de morte, Thomas chama seu amigo, Alfred Pennyworth, para chefiar a segurança da Mansão Wayne.
Recusando as recomendações de Alfred, o casal Wayne leva o filho ao cinema e é morto num beco escuro. Bruce fica sob a guarda de Alfred. Quando cresce, Bruce desconfia de que o prefeito,Oswald Cobblepot, tenha sido o mandante do crime. Usando as técnicas de luta e acrobacia que aprendera com Alfred, veste um disfarce de morcego e invade uma festa de seu inimigo atrás de provas que lhe incriminassem. Com isso, entra em choque com a polícia corrupta da cidade e o relutante detetive James Gordon, que não investiga os crimes do prefeito por temer ameaças contra a filha, a bibliotecária Barbara Gordon.

## Principais personagens
Bruce Wayne/Batman
Se torna o Batman e investiga a morte de seus pais. Ele se nega a usar armas convencionais e pede ajuda a Lucius Fox, um dos internos da Clínica Wayne, para que conserte e crie seus aparelhos especiais.
Alfred Pennyworth
Ex-soldado dos Fuzileiros Navais Britânicos e amigo de Thomas Wayne, é um artista marcial e grande atirador. Perdeu a perna numa explosão em que foi salvo pelo Dr. Wayne. Alfred se torna o guardião legal de Bruce após a morte dos pais do menino, a pedido do amigo. Ele tem uma filha que mora com a mãe em Seul, Coreia do Sul.
James Gordon
Um policial idealista que se desiludiu após a misteriosa morte da esposa. Tenta proteger a filha das ameaças dos chefões do crime organizado de Gotham a quem não investiga e também silencia sobre a polícia corrupta da cidade. James Gordon apresenta uma personalidade inicial contrária a sua verdadeira, sendo um policial que aceita a corrupção e teme a elite de criminosos.
Barbara Gordon
Bibliotecária de 17 anos de idade e filha de James Gordon. Bárbara já se espelha no Morcego e desenha sua roupa de Batgirl.
Harvey Bullock
Um honesto mas arrogante detetive oriundo da Polícia de Los Angeles, que ficou famoso ao aparecer em um programa de TV chamado "Detetives de Hollywood". Quando a série acabou, Bullock pediu transferência para Gotham em busca de recuperar a fama perdida. Harvey trabalha em parceria com o detetive James Gordon e tenta reabrir o caso do assassinato do casal Wayne, há anos tido como sem solução.
Lucius Fox
Um jovem brilhante interno da Clínica Wayne, que deseja desenvolver próteses cibernéticas para ajudar a irmã, que perdeu um braço num acidente. Ele é chamado por Bruce para desenvolver em segredo o equipamento dele, em especial o Batarangue.
Oswald Cobblepot
O prefeito corrupto de Gotham City. Ele ganhou a eleição que disputou contra Thomas Wayne, após o médico ter sido morto em um assalto. Bruce Wayne suspeita que o assassinato fora a mando de Cobblepot e se torna Batman para combatê-lo.
Jacob Weaver
Detetive corrupto da polícia de Gotham City, que deixou a instituição para trabalhar com o prefeito Cobblepot. Bruce Wayne suspeita dele como sendo o assassino de seus pais, depois de ver o detetive usando um esqueiro que fora no passado presente de Bruce a Thomas.
Ray Salinger ("the Birthday Boy")
Assassino serial que fugiu do Instituto Crane e se tornou capanga de Cobblepot.
Axe
Traficante que trabalha para Oswald Cobblepot.
Harvey Dent
Promotor de Gotham City, é inimigo de Oswald Cobblepot. Tem uma irmão gêmea, Jessica, que fora amiga de Bruce Wayne na adolescência. Na adolescência ele e Bruce nutriam uma inimizade..
Jessica Dent
Irmã gêmea de Harvey Dent que promove uma campanha contra o prefeito Oswald Cobblepot.